# 起業祭

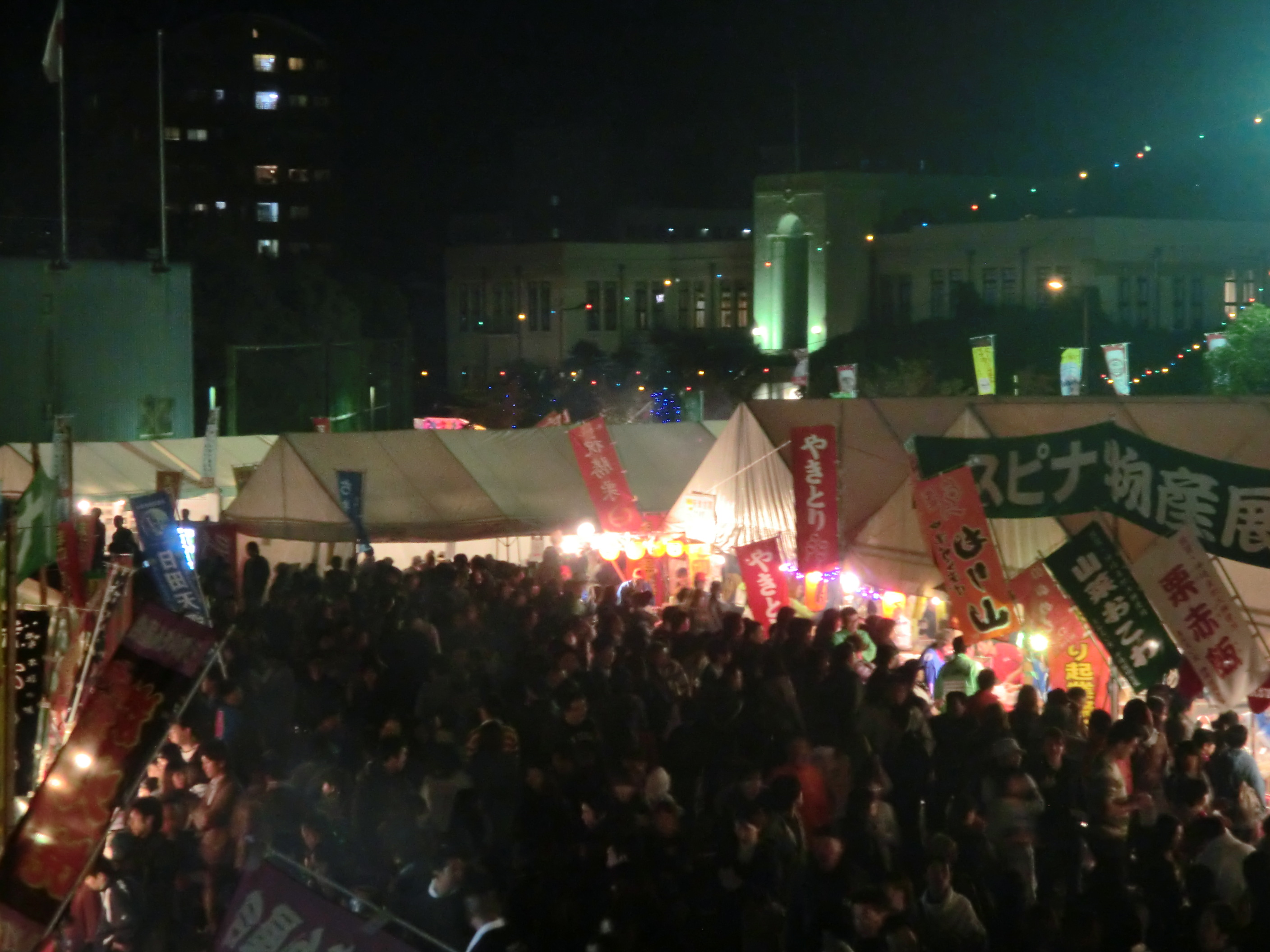
まつり起業祭・スピナ物産展会場

起業祭（きぎょうさい）とは、福岡県北九州市八幡東区で行われる祭り。毎年11月3日付近の3日間で開催される。
正式名称はまつり起業祭八幡である。

## 概要
もともとは官営八幡製鐵所（現・日本製鉄八幡製鉄所）の創業を記念した祭りで、1901年（明治34年）11月に「作業開始式」が行われたのが始まりである、。当初は製鐵所主催の企業の祭りで、操業を開始した11月18日を中心に、その前後あわせて3日間行われていた。当時の11月は寒く、たびたびみぞれやあられが降ったという。
1985年（昭和60年）からは「まつり起業祭八幡実行委員会」が主催する市民の祭りとなり、開催日時も現在の11月3日前後に移動して「まつり起業祭八幡」として開催されている。北九州市の秋の風物詩として定着しており、毎年60万人以上の人出がある。
会場は八幡製鐵所の企業城下町として発展してきた八幡東区中央町、製鐵関連の福利厚生施設が立ち並ぶ大谷、そして八幡製鐵所発祥の地である東田と広範囲に及び、八幡製鉄所工場の一般公開も行われる。

## 主な行事
開会式
大谷地区に設置されるメインステージで行われる。
ステージショー
メインステージ、ふれあいステージにて開催される。歌手、お笑い芸人、アイドルなどによるショーのほか、学校や一般の団体による歌や演舞のパフォーマンスが行われる。司会は例年、RKB毎日放送のアナウンサーや、RKBラジオのパーソナリティが務める。
メインステージは大谷会館の駐車場に設営され、ふれあいステージは大谷広場に設営される。隣接する大谷会館は演者の控室として使われるほか、起業祭にちなんだ小学生絵画展などの展示が行われる。大谷体育館は女性用のトイレ会場として開放される。
起業祭おどり
「みんなで踊れる起業祭」をコンセプトに企画されたイベント。パフォーマンス部門（一般、シニア）・コンテスト部門（一般、ジュニア）の4部門があり、パフォーマンス部門は自由曲、コンテスト部門は課題曲「ムーンライズ」「月の祭り」によって審査が行われる。「ムーンライズ」はアップテンポな楽曲で、「月の祭り」は炭坑節をアレンジしたものである。
ミス起業祭
八幡東区内の各自治会から1人ずつ「ミス起業祭」が選出され、起業祭の中で選彰式が行われる。
カラオケ大会
事前に区内各地で予選を行い、起業祭メインステージで決勝戦が行われる。
ファミリーゾーン
かつて式秀部屋が設置していた「式秀部屋研修センター」跡地に設営された。元々このセンターは、8代親方式秀が八幡市出身である縁で、後援会によって設置されたもので、親方の引退に伴い現在の形となった。遊具や動物と触れ合えるコーナーが設置されている。
食のゾーン
地元の企業による食のコーナー。「スピナ物産展」や「キッチンカーフェスティバル」「八幡DEご当地グルメワールド」などが行われる。「スピナ物産展」はスピナによって行われる物産展で、大谷会館向かいの大谷駐車場に大きなテントが設営され、中には九州を中心とした全国の名産品の店が立ち並ぶ。
ふれあいステージ付近で行われる「八幡DEご当地グルメワールド」では八幡ぎょうざ、ちゃんらー、焼きカレーといった地元グルメの屋台やグルメカーが立ち並ぶ。周辺には地元の店がブースを設ける。
露店ゾーン
期間中、山手通り（市道山手線）を始めとするエリア内の道路は歩行者天国となり、中央区商店街も含め、数百軒の縁日で埋め尽くされるほか、地元の飲食店も外に出店を出して一帯は賑わう。
東田25時間ウルトラ駅伝
八幡東区役所が主催する駅伝大会。学校、企業、市民グループなどからなるチームが参加し、スペースワールド駅前の八幡東田大通り公園を周回する約890メートルのコースを25時間で何周できるかを競う。。
スポーツGOMI拾い
ゴミ拾いを「スポーツ」として楽しく行おうというもので、全国で行われている「スポーツGOMI拾い」の八幡版である。ポイントは制限時間内に集めたゴミの量と質で決定される。
中央区商店街での催し
アーケード内では物産展が開かれるほか、八幡ぎょうざの普及のためのイベント「ギョウザ・ワールド!」が開かれる。また、レインボープラザでは展示会が催される。
工場見学会
製鉄所の工場の一部が一般公開される。かつては枝光にあった八幡製鐵所本事務所（2002年に解体。現・八幡ロイヤルホテル）も公開されていた。
光と音の競演
大谷球場で行われるクライマックス。閉会式イベントと、花火の打ち上げが行われる。

## アクセス
JR
八幡駅・スペースワールド駅が最寄。起業祭期間中は八幡駅北口・スペースワールド駅と中央町とを結ぶ無料シャトルバスが運行される。
バス
西鉄バス北九州「中央二丁目」バス停が最寄。「中央三丁目」バス停も近い。開催区域内にある「大谷球場」バス停は、付近が歩行者天国となるため利用できない。当バス停を通る40番のバスは起業祭期間中は旧電車通りを通って迂回運行を行う。「中央二丁目」に停車するバスは高速バスいとうづ号と特快1、1、22、42、43、54、56、91が、「中央三丁目」には23、40、42、56、91が停車する。

## ギャラリー

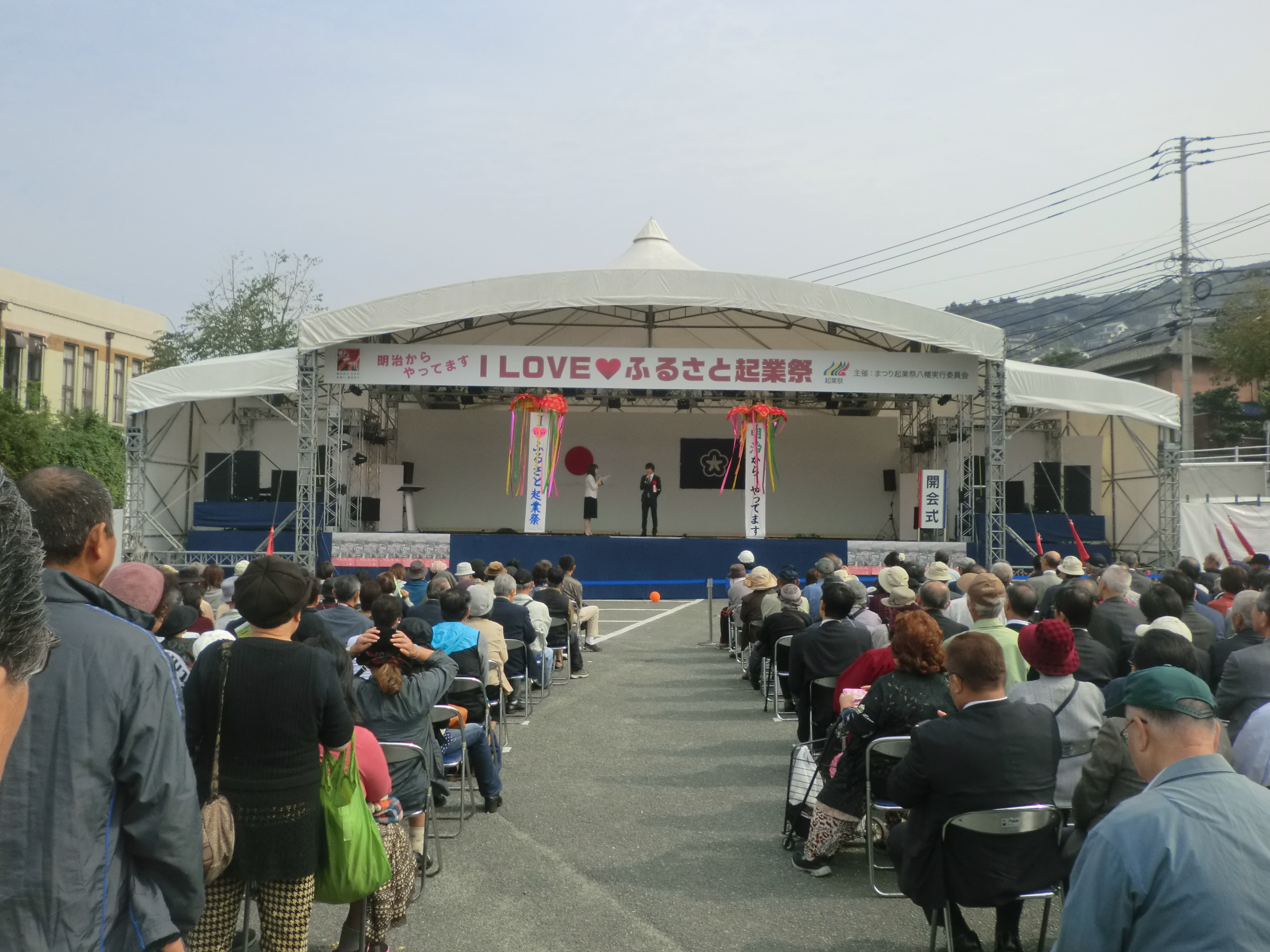
開会式
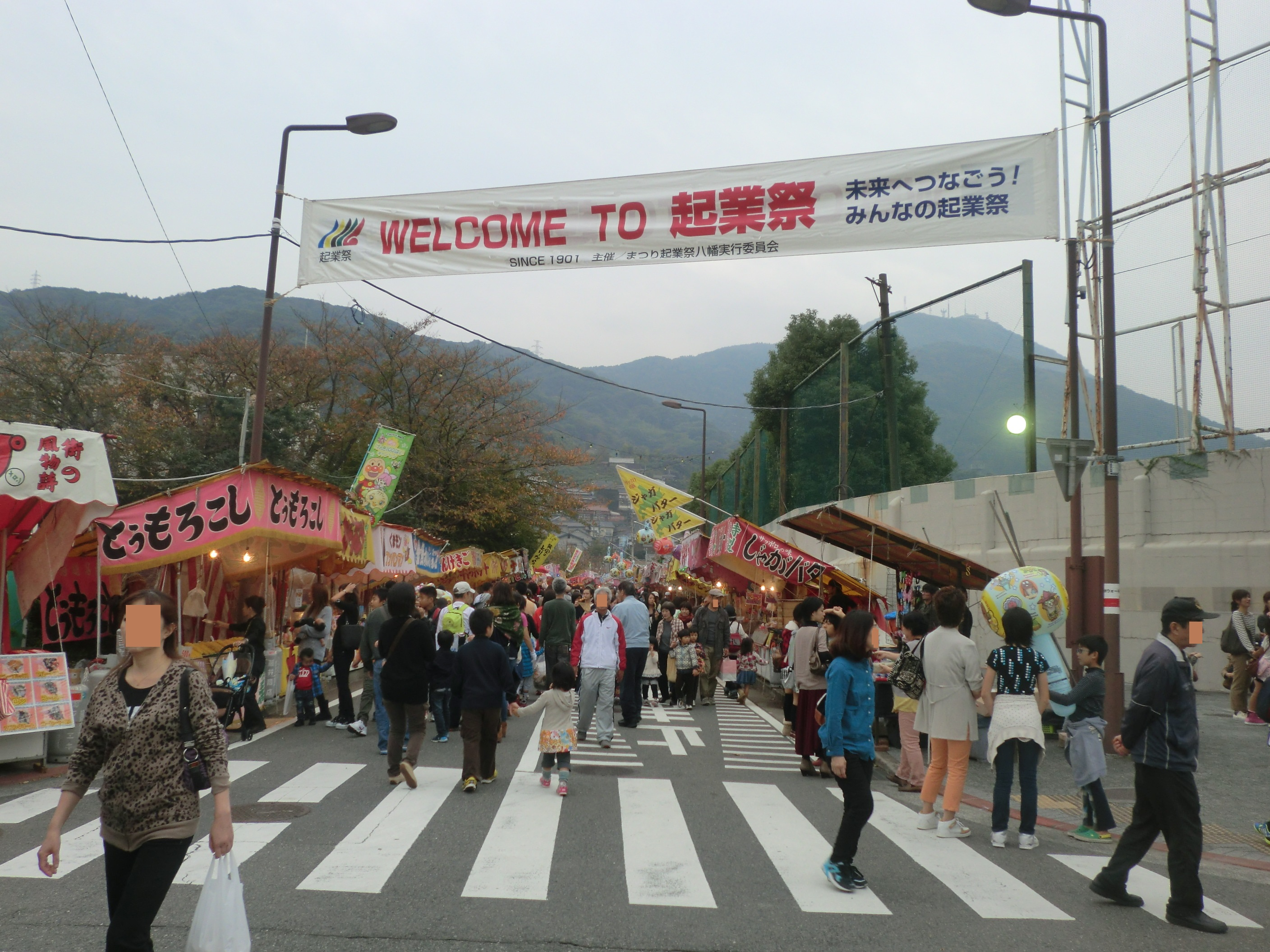
立ち並ぶ縁日
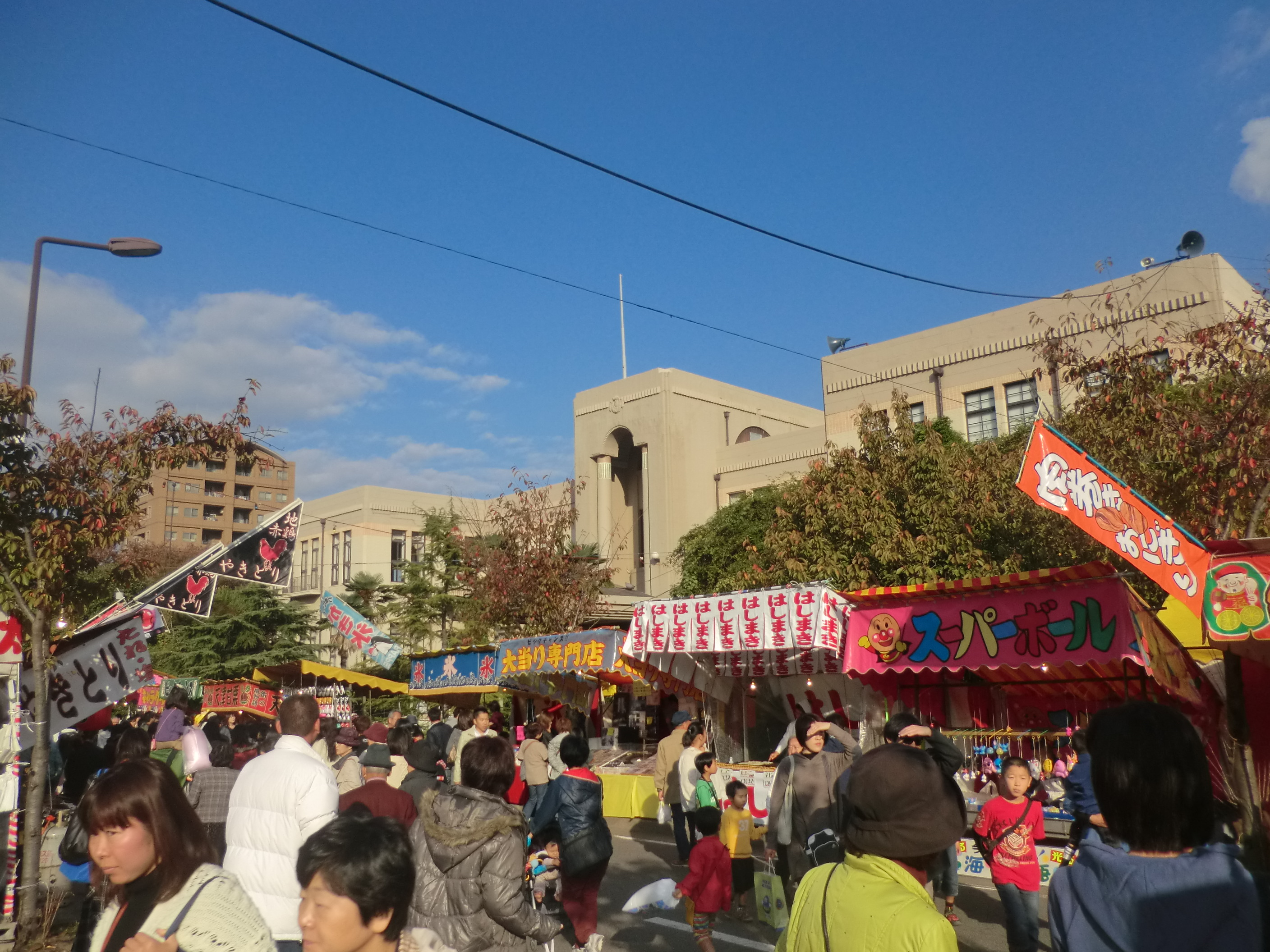
大谷会館周辺
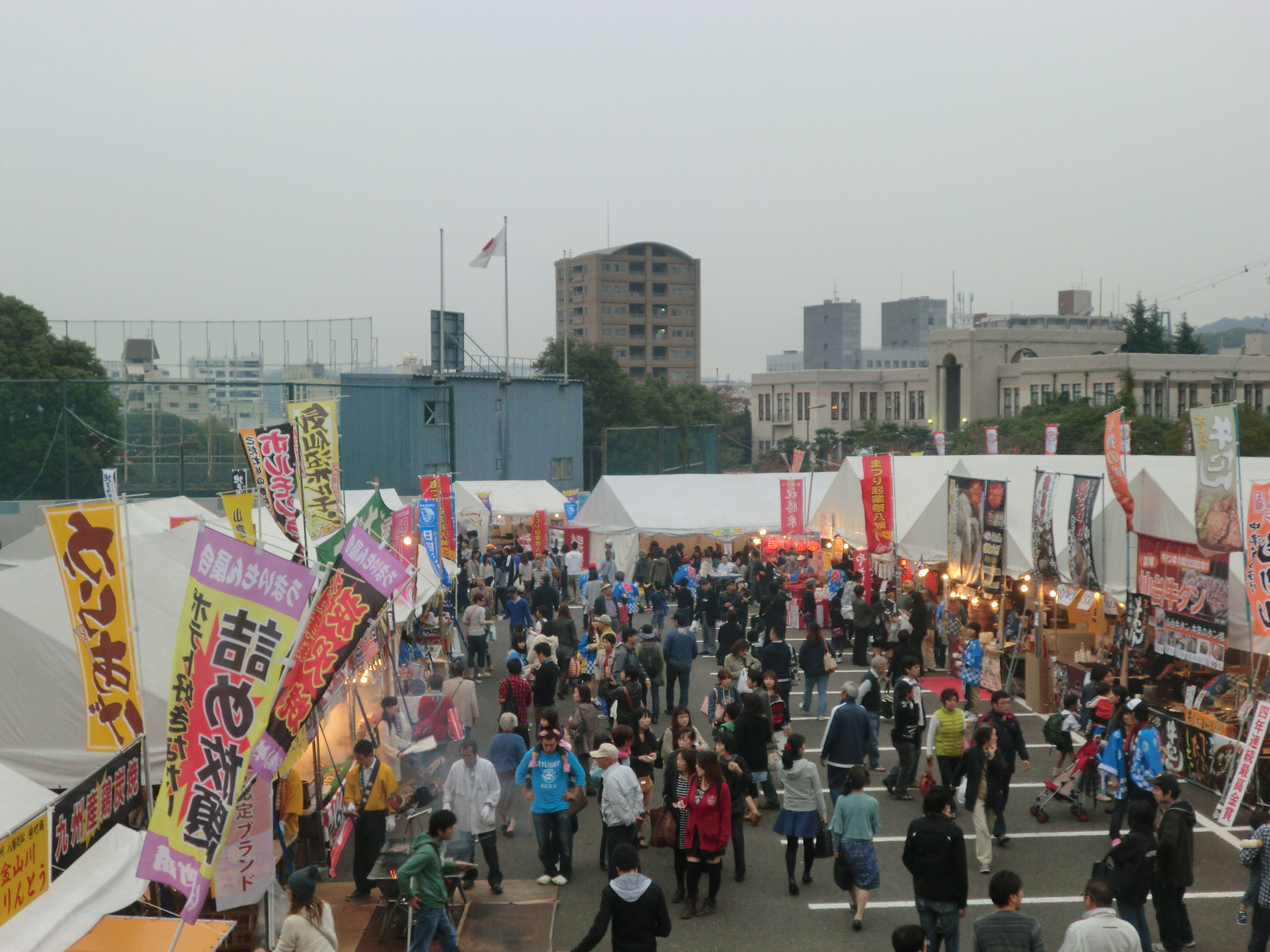
スピナ物産展
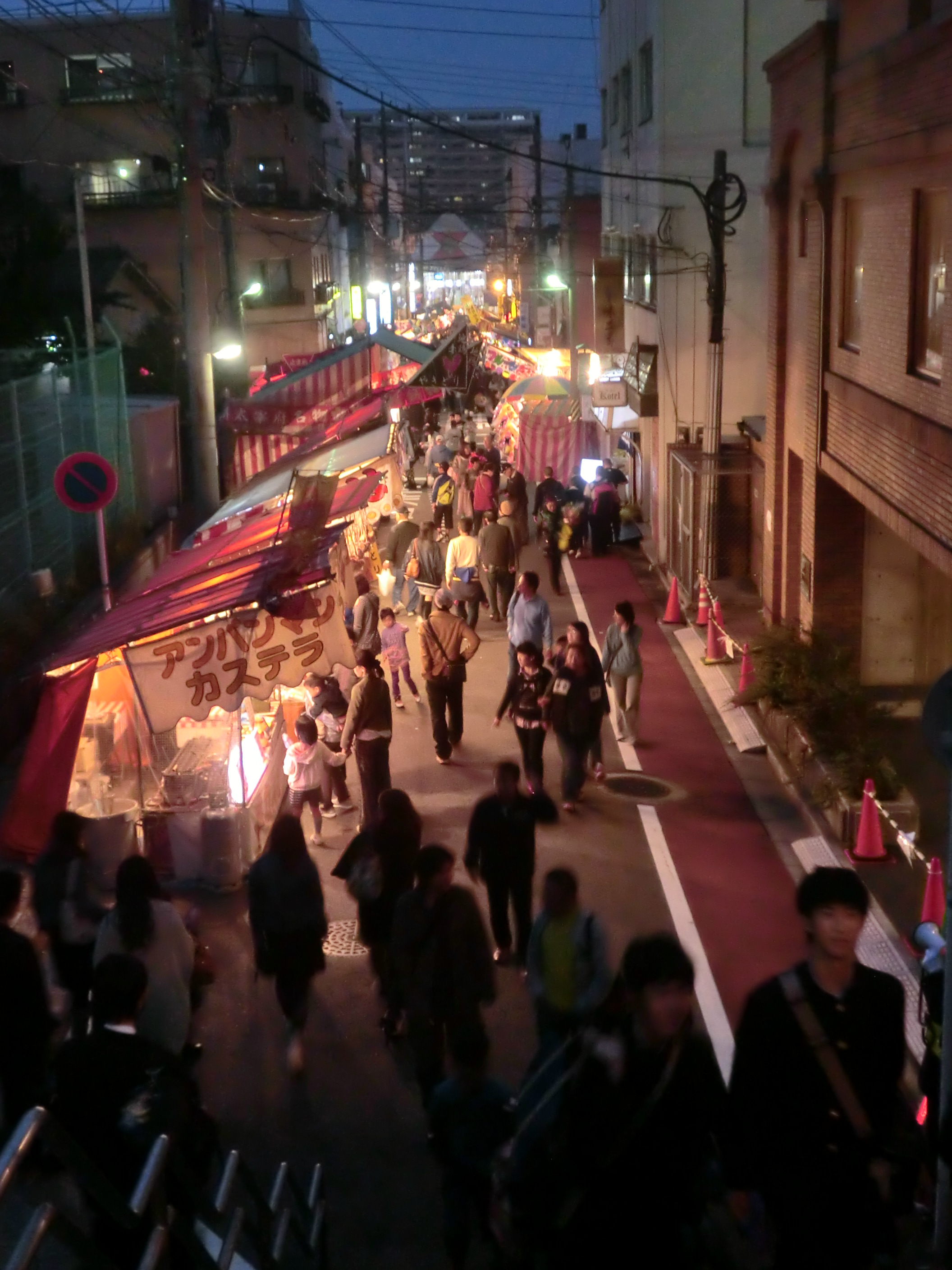
八幡東署前の階段より
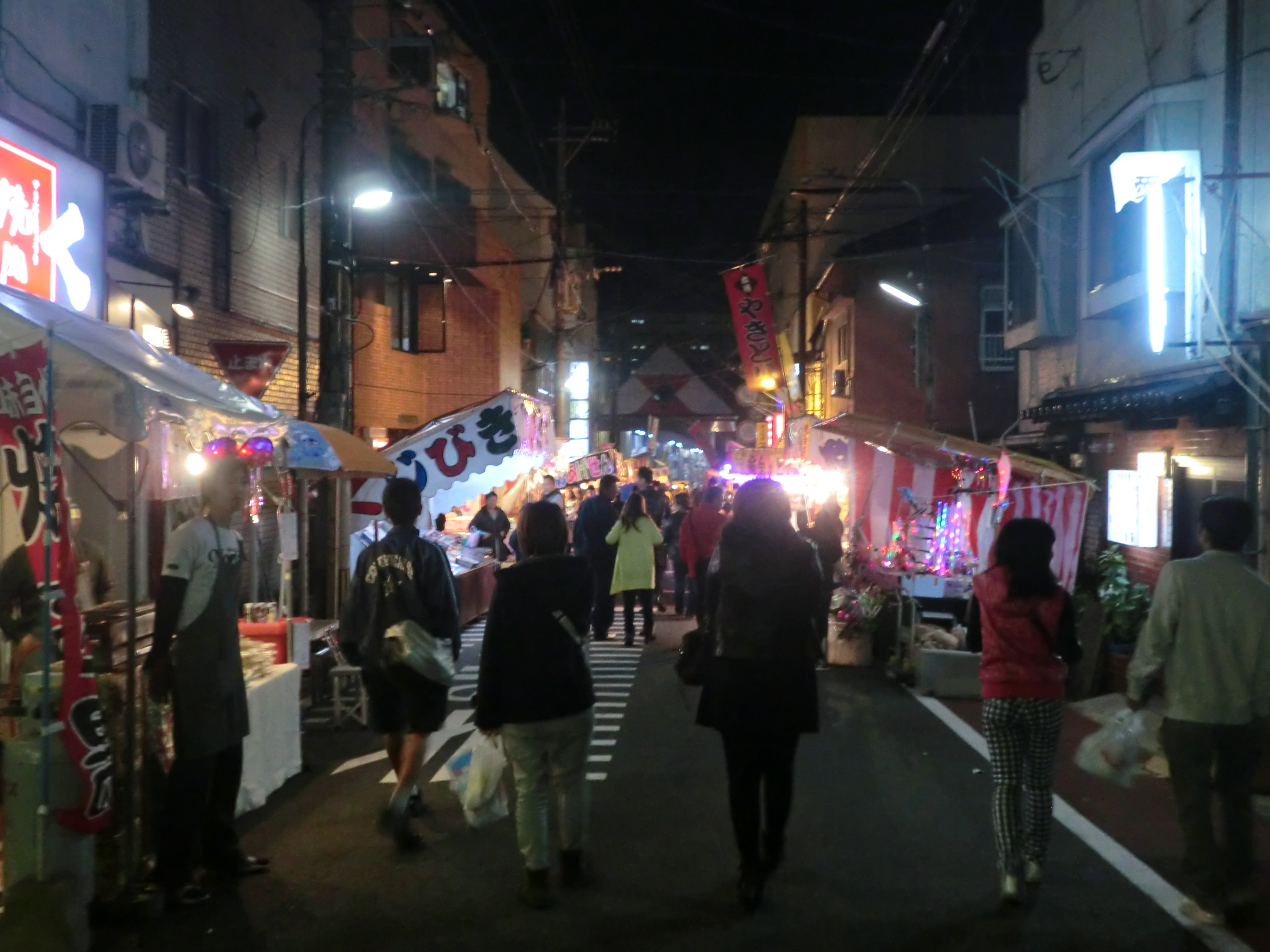
中央2丁目バス停付近
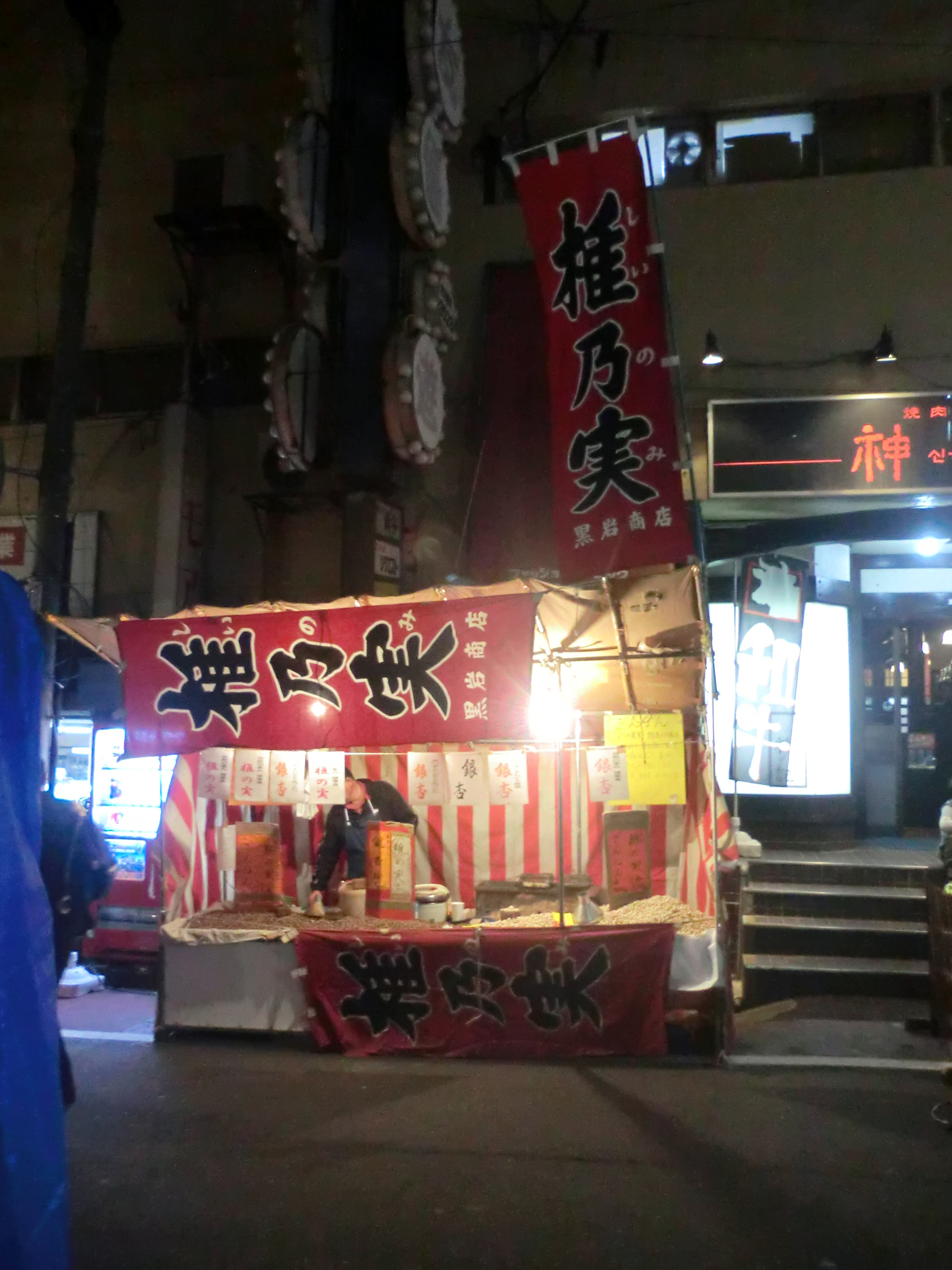
椎の実の屋台
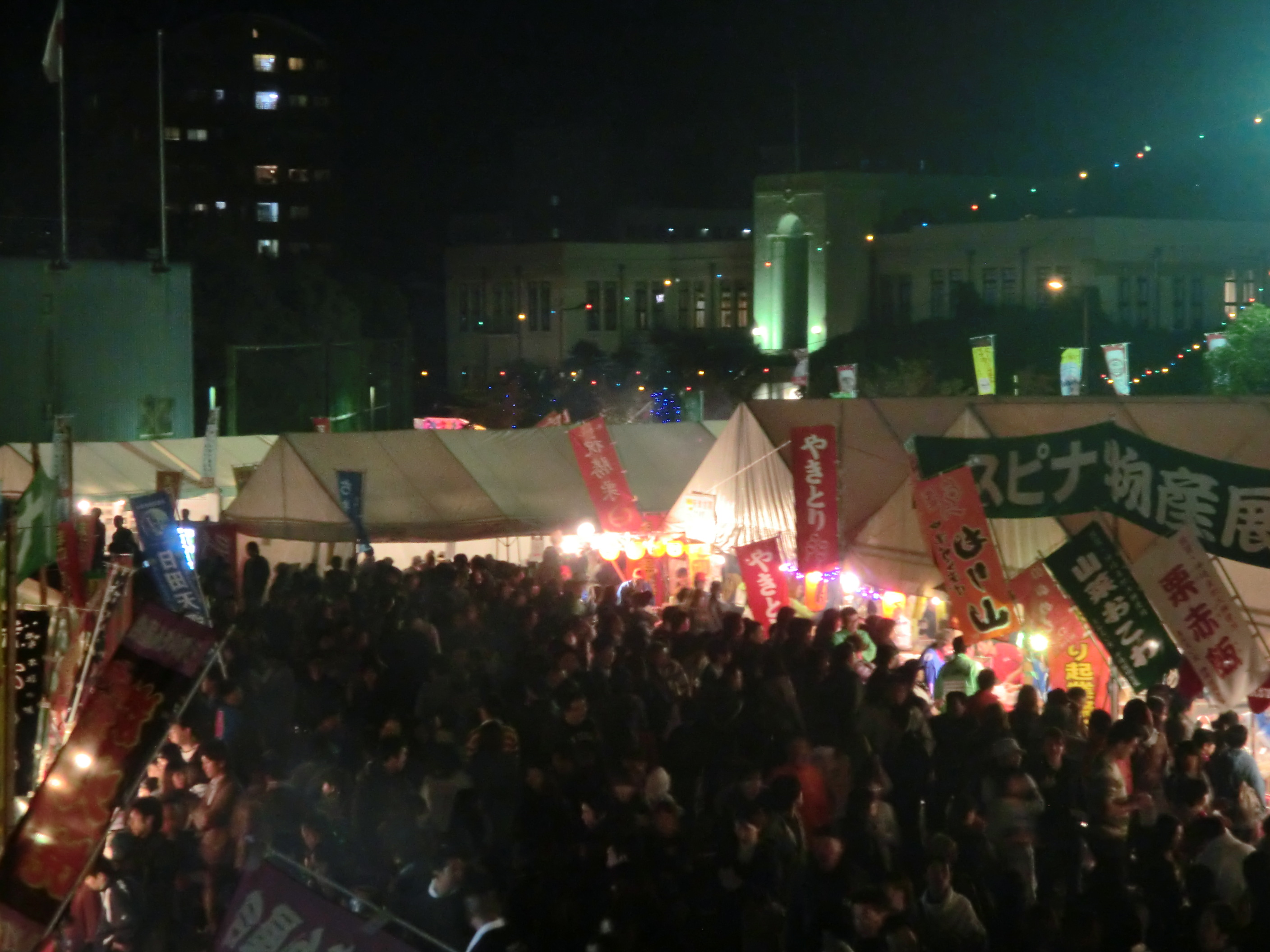
スピナ物産展（夜）